# Col du Portail
Pour les articles homonymes, voir Portail (homonymie).
Le col du Portail est un col situé à une altitude de 805 m dans la Drôme. Il permet de relier par la route la haute vallée de la Roanne à la vallée de l'Oule.

## Situation
Il se situe dans le massif du Diois, au nord-est de la montagne de Montanègre, sur la commune de Saint-Nazaire-le-Désert, à proximité du col des Guillens.